# حركة النضال العربي لتحرير الأحواز
حركة النضال العربي لتحرير الأحواز حركة معارضة للوجود الإيراني في عربستان (إقليم الأحواز). تأسست هذه الحركة في عام 1999 من قبل مجموعة من عرب الأحواز، تهدف الحركة إلى إنشاء دولة عربية في الأحواز. بدأ نشاط جناحها العسكري نشاطه المسلح ضد إيران في حزيران من عام 2005م. تتهم الحركة إيران بأنها تقوم بعمليات تهجير قسري لسكان الأحواز العرب، بينما صنفت على أنها جماعة إرهابية بحسب الحكومة الإيرانية.

## تاريخ
مع أن الحركة حديثة نسبياً، إلا أنها تبني خطابها السياسي على مجمل أدبيات قضية الأحواز التي تعددت الجهات الداعمة لها عبر السنوات من مشاريع الوحدة الناصرية في الستينيات إلى حزب البعث العراقي إلى الفترة الحالية حيث تتلقى الحركة مناصرة خليجية. أما قضية الأحواز ذاتها فلقد بدأت مع بداية الحكم الإيراني لها سنة 1925، حيث كانت فيما سبق ذلك إمارة عربية مقرها في مدينة المحمرة التي غيرت إيران اسمها إلى خرمشهر.

## أعمال مسلحة ضد إيران
أعلنت الحركة مسؤوليتها عن عددٍ من الأعمال المسلحة في إيران مما دفع بإيران لإعلان الحركة جماعة إرهابية. من هذه الأعمال:
- 15 شباط\فبراير 2017: في مدينة «الخلفية» في الأحواز، اغتيال رئيس جهاز الاستخبارات «حسين شريفي» ومجموعة من العناصر التي كانت برفقته[10]
- كانون الثاني\يناير 2017 : تفجير خطي أنابيب في جنوبي إيران الغني بالنفط.[11] وأعلن أحد قادة الحركة، الذي أغتيل بشهر نوفمبر، بأن الحركة قد فجرت خطوط إمداد النفط رداً على التطاولات الإيرانية في سوريا والعراق واليمن.[12]
- كانون أول\ ديسمبر 2015 : تفجيرخط أنابيب في جنوب إيران.[13]
- تشرين الثاني\كتوبر 2013: تنفيذ عملية تفجير في المنشآت النفطية الواقعة في مدينة «الخلفية» جنوب شرق “الأحواز في الإقليم بالتزامن مع مفاوضات جنيف المتعلقة بالأزمة السورية.[14]
- هجوم مسلح على عرض عسكري في الاحواز تابع للحرس الثوري الإيراني بمناسبة الحرب العراقية الإيرانية قام بها 3 اشخاص مسلحين يتهم انهم تابعين إلى حركة النضال في عربستان غدى ضحيتها 23 شخص بين وقتيل[15] و 50 جريح وقد يرتفع عدد الضحايا مصدر الهجوم المسلح على العرض العسكري في الأهواز (2018)[قناة الحدث 1]

## اغتيال أحد قادة الحركة
بتاريخ 8 نوفمبر 2017 تم اغتيال أحد قادة الحركة أحمد مولى أمام منزله في لاهاي في هولندا بكاتم صوت بثلاث رصاصات. واتهمت الحركة إيران بالوقوف وراء عملية الاغتيال